# Tanki Online
Tanki Online – komputerowa gra wieloosobowa opracowana i wydana przez AlternativaPlatform 4 czerwca 2009 roku. Gra posiada własny silnik, Alternativa3D 8. Rozgrywka skupia się na bitwach pancernych pomiędzy graczami w interakcji player versus player z wykorzystaniem różnego typu wymyślonych wozów bojowych.

## Historia
Gra została zaprezentowana w maju 2009 roku na konferencji KRI 2009, gdzie otrzymała nagrody „Najlepsza gra bez wydawcy” oraz „Najlepsza technologia”. Wydanie gry miało miejsce w tym samym roku.
W 2013 i 2014 roku projekt Tanki Online został laureatem „Premii Runeta” w nominacji „Głosowania narodowego”.
W 2013 roku gra rocznie przynosiła 7 milionów dolarów zysku przy 2 milionach graczy miesięcznie (z czego 90% pochodziło z Rosji). W tym samym roku liczba zarejestrowanych użytkowników sięgnęła 20 milionów, każdego dnia toczyło się około 90 tysięcy bitew o łącznej długości ponad 700 tysięcy godzin, a maksymalna liczba graczy online wynosiła 60 tysięcy.
W 2016 roku pojawiła się nowa wersja Tanki Online (Tanki X), stworzona przez tego samego producenta, lecz wykorzystująca silnik Unity zamiast własnego. Prace nad grą rozpoczęły się w połowie 2014 roku. Nowa gra rozwijała się równolegle ze starszą wersją. Jesienią 2019 roku ogłoszono zamknięcie Tanków X. Niektóre funkcje gry zostały przeniesione do Tanki Online.

## Opis
Gracze kontrolują własny czołg rywalizując z innymi graczami w różnych trybach (takich jak Capture the Flag, Control Points, Deathmatch, Team Deathmatch). Walutą w grze są kryształy i tankoiny, które gracze mogą zdobyć na różne sposoby, m.in. poprzez ukończenie meczu, mikrotransakcje, otwieranie kontenerów i zbieranie „złotych skrzyń” (gold boxów), które czasem upuszczane są w bitwach. W grze obecny jest system rang, który zapewnia graczom dostęp do nowego wyposażenia np. do kadłubów, wież, modułów ochronnych, farb, modyfikacji wieży/kadłuba itp.

## Nagrody
- Site of the Day na Favourite Website Awards
- Game without a publisher i Best technology na KRI 2009
- Best technology na Russian Flash Awards 2009
- Best game of Russian Internet na Runet Prize